# Еманюел Сене
Еманюѐл Сенѐ (на френски: Emmanuelle Seigner) е френска актриса, модел, манекенка и певица. 

## Биография
Известна е и като съпруга на носителя на награда „Оскар“ режисьора Роман Полански, както и с ролите си във филмите „Безумецът“ („Frantic“, 1988) и „Скафандърът и пеперудата“ („Le scaphandre et le papillon“, 2007).
Тя е номинирана за 2 награди „Сезар“ за най-добра поддържаща женска роля в „Площад „Вандом“ („Place Vendôme“, 1998) и „Едит Пиаф: Животът в розово“ („La môme“, 2007).

## Избрана филмография
| година | филм            | оригинално заглавие | роля                             | режисьор       |
| ------ | --------------- | ------------------- | -------------------------------- | -------------- |
| 1998   | Площад „Вандом“ | Place Vendôme       | Натали                           | Никол Гарсия   |
| 1999   | Деветата порта  | The Ninth Gate      | Момичето (Вавилонската блудница) | Роман Полански |